# Euplexia exangulata
Euplexia exangulata är en fjärilsart som beskrevs av W. Warren 1912. Euplexia exangulata ingår i släktet Euplexia och familjen nattflyn. Inga underarter finns listade i Catalogue of Life.